# Anua anguligera
Anua anguligera là một loài bướm đêm trong họ Erebidae.